# Goropeke
Goropeke este o localitate din comuna Žiri, Slovenia, cu o populație de 57 de locuitori.